# Бжежно (гміна)
Гміна Бжежно (пол. Gmina Brzeżno) — сільська гміна у північно-західній Польщі. Належить до Свідвинського повіту Західнопоморського воєводства.
Станом на 31 грудня 2011 у гміні проживало 2902 особи.

## Територія
Згідно з даними за 2007 рік площа гміни становила 110.84 км², у тому числі:
- орні землі: 62.00%
- ліси: 28.00%

Таким чином, площа гміни становить 10.14% площі повіту.

## Населення
Станом на 31 грудня 2011:
| Опис     | Загалом | Загалом | Чоловіки | Чоловіки | Жінки | Жінки |
| -------- | ------- | ------- | -------- | -------- | ----- | ----- |
| одиниця  | осіб    | %       | осіб     | %        | осіб  | %     |
| все      | 2902    | 100     | 1467     | 50.55    | 1435  | 49.45 |
| міське   | 0       | 100     | 0        |          | 0     |       |
| сільське | 2902    | 100     | 1467     | 50.55    | 1435  | 49.45 |

## Сусідні гміни
Гміна Бжежно межує з такими гмінами: Дравсько-Поморське, Лобез, Островіце, Свідвін, Свідвін.